# Saïd Makasi
Saïd Makasi, né le 20 à Bukavu au Zaïre, est un footballeur international rwandais au poste d'attaquant. 
Il joue actuellement pour le club rwandais de l'Espoir FC.

## Biographie

### Équipe nationale
Congolais de naissance mais naturalisé par le Rwanda, Elias Ntaganda est convoqué pour la première fois en 2003, et représente son pays lors de la Coupe d'Afrique des nations 2004.
Il compte 23 sélections et 15 buts avec l'équipe du Rwanda entre 2003 et 2009.

## Palmarès
- Avec le SC Villa : 
  - Champion d'Ouganda en 2002
  - Vainqueur de la Coupe d'Ouganda en 2002

## Statistiques

### Buts en sélection
Le tableau suivant liste tous les buts inscrits par Saïd Makasi avec l'équipe du Rwanda.